# Tàu điện München

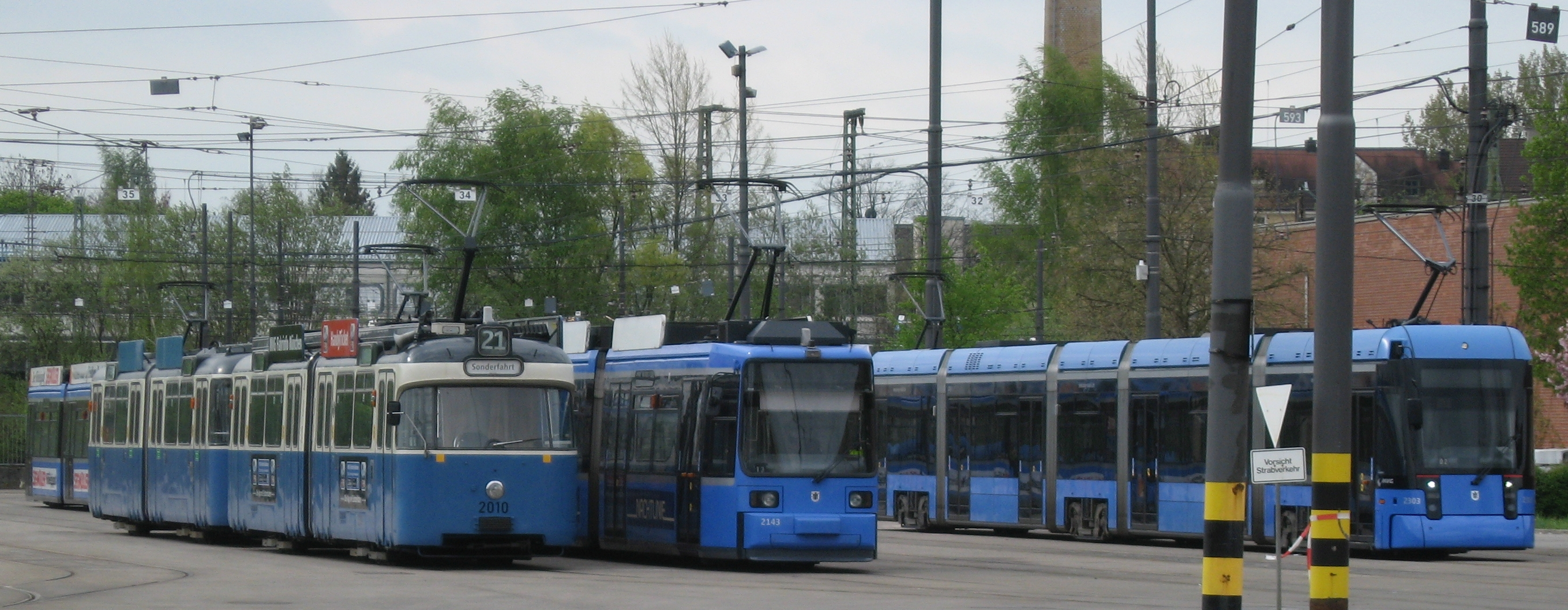
Tàu điện loại P (trái), R và S

Tàu điện München (tiếng Đức: Straßenbahn München, thường được gọi Tram) là xe điện ở thành phố München. Nó được điều hành bởi Công ty vận tải hành khách München (MVG) và là một thành viên của Hiệp hội Vận tải hành khách và Giá vé München (MVV).
Tàu điện München bắt đầu hoạt động vào ngày 21 tháng 10 năm 1876 trên đoạn đường từ Promenadeplatz đến Burgfrieden-Maillingerstraße. Ban đầu nó được kéo bởi những con ngựa, hoạt động được điện hóa dần dần từ 1895 cho tới 1918, các con ngựa được thay bằng các đầu tàu điện. Mạng lưới đường từ từ được mở rộng, rộng nhất là vào năm 1966 với 134 km. Tàu điện ngầm München (U-Bahn) được khai mạc 1971 dần dần thay thế các tuyến Tàu điện München trong những năm sau đó. Năm 1986, Hội đồng thành phố München quyết định giữ tàu điện, do đó mạng lưới xe điện một lần nữa lại được mở rộng kể từ 1996.
Trên một mạng lưới đường có chiều dài 79 km Tàu điện München, có mười ba tuyến, dự kiến tối đa 91 chiếc chạy cùng lúc trong tổng cộng 108 xe điện (tính đến tháng 5 năm 2014). Trong năm 2013, 105 triệu được vận chuyển từ tổng số 544 triệu hành khách MVG bằng xe điện, tương đương với 19 phần trăm. Với bốn tuyến đêm, 108 trong tổng số 166 trạm hoạt động suốt ngày đêm.